# Différance
Différance is een filosofisch concept bedacht door de Franse filosoof Jacques Derrida. Het is een homofoon woord met het woord différence. Dit wil zeggen dat men weliswaar geen verschil hoort qua klank, maar men toch met een betekenisverschil te maken heeft. Het woord komt voor het eerst voor in zijn paper van 1963 Cogito et histoire de la folie (Cogito en de geschiedenis van de waanzin). De term speelt eveneens een cruciale rol in zijn werk over Edmund Husserl, La voix et le phénomène. Na deze werken verschijnt de term nog in talloze andere werken, voornamelijk in het gelijknamige essay Différance, en in talloze interviews gebundeld in Positions.

## Oorsprong
Derrida, als onderscheiden van Jean-François Lyotard, die het woord différend gebruikt, heeft de term différance gekozen omdat het Franse woord différer zowel "verschillen" als "uitstellen" betekent. Derrida is er namelijk van overtuigd dat de betekenis van woorden wordt geconstitueerd door toedoen van zowel 'uitstel' als 'verschil'. Uitstel in de zin dat een woord zijn betekenis krijgt door de woorden die erop volgen en 'verschil' in de zin dat de betekenis van een woord tevens bepaald wordt door zijn onderscheid met andere woorden. Een voorbeeld bij dit laatste is het verschil in betekenissen tussen het Franse onderscheid tussen rivière (rivier) en fleuve (stroom), en ditzelfde onderscheid in het Engels (river en stream). In het Frans wordt dit bepaald door de monding: als het in de zee uitkomt is het een stroom (fleuve) en anders een rivier (dan komt het in een meer of stroom uit). In het Engels hangt dit af van de grootte van de rivier: als zij klein is, dan noemt men haar een stream. De betekenis wordt dus niet bepaald door iets objectiefs dat men kan waarnemen door naar de rivier of stroom te kijken, maar louter door op conventie gebaseerde taalregels en dus door de verschillen met andere woorden in diezelfde taal.